# Ghilzai
 (avril 2015).
Si vous disposez d'ouvrages ou d'articles de référence ou si vous connaissez des sites web de qualité traitant du thème abordé ici, merci de compléter l'article en donnant les références utiles à sa vérifiabilité et en les liant à la section « Notes et références ».

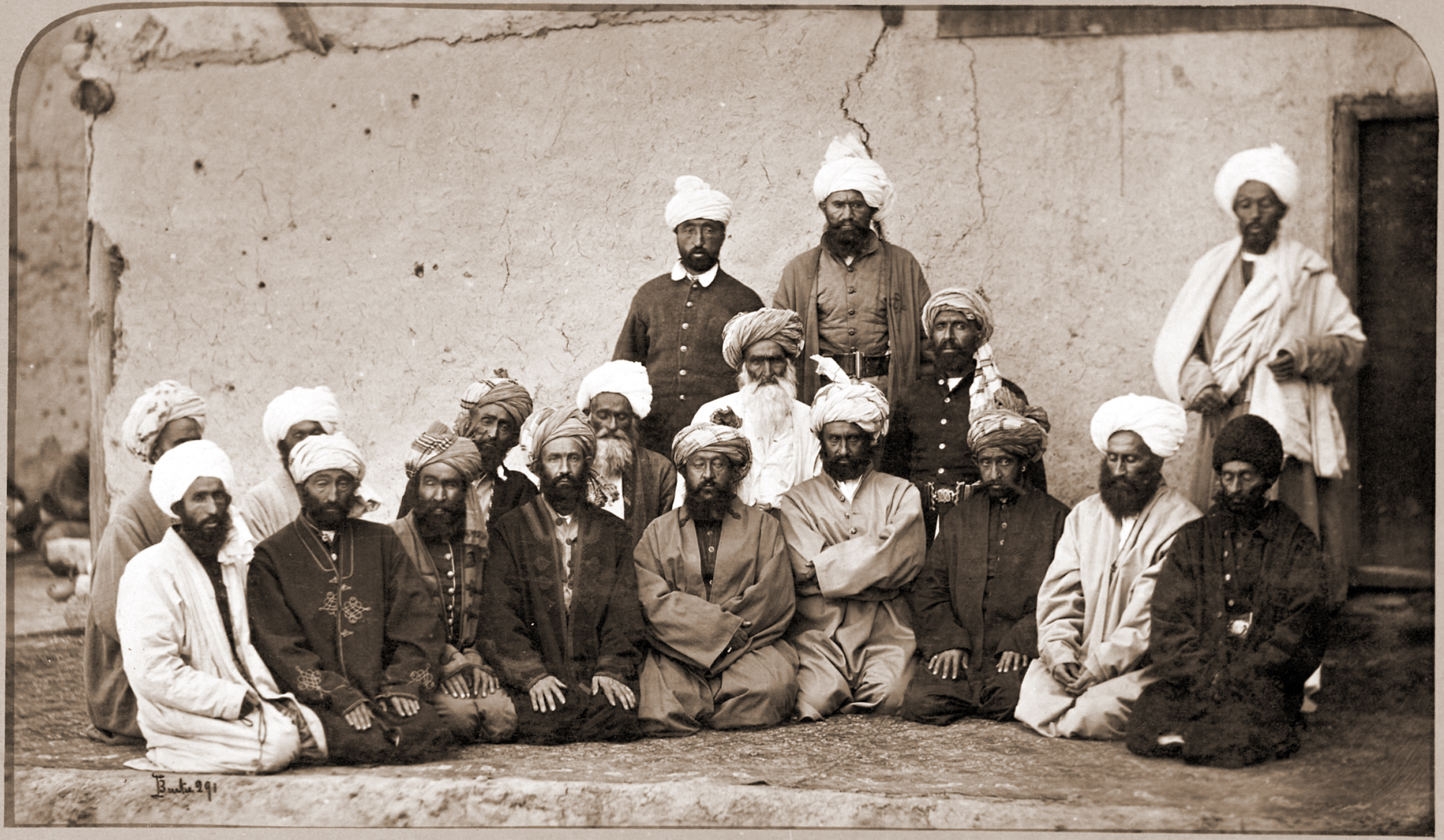
Photographie d'un groupe de chefs afghans (Ghilzais) prise à Kaboul en Afghanistan par John Burke en 1879-80.

Les Ghilzais (aussi connu sous le nom de Khiljis, Khaldjis ou Ghiljis) sont un des deux plus grands groupes de Pachtounes, avec la tribu Durrani, que l'on trouve en Afghanistan et dans une moindre mesure au Pakistan voisin. Ils forment la tribu pachtoune la plus importante en Afghanistan, occupant la région au nord de Kandahar qui s'étend vers le Mont Suleyman.
Les Ghilzais sont concentrés dans une zone entre Ghazni et Kalat-i-Ghilzai à l'est sur le territoire du Pakistan occidental. Ce groupe est majoritairement nomade, au contraire des Durrani qui sont plutôt sédentaires. Les estimations de population peuvent varier mais représentent environ 20 à 25 % de la population afghane, et probablement un nombre de 9 millions en Afghanistan seul et 2 millions au Pakistan. Comme tous les Pachtounes, les Ghilzais descendent des tribus aryennes et parlent le pachto. Il est possible qu'ils descendent aussi des Turcs Khalaj, qui sont entrés en Afghanistan au Xe siècle en même temps que d'autres envahisseurs d'Asie centrale et du Moyen-Orient. La plupart des Ghilzais sont des musulmans sunnites de l'école Hanafite, sont souvent très dévots et suivent aussi le code d'honneur pachtoune connu sous le nom de Pachtounwali. La plupart des Ghilzais travaillent comme éleveurs mais aussi dans la construction et d'autres métiers leur permettant de voyager. Ils ont un taux d'alphabétisation très bas d'environ 10 %.
Les Ghilzais ont joué un rôle prépondérant dans l'histoire du Moyen-Orient, de l'Asie centrale et de l'Asie du sud. La dynastie Ghaznévide fait probablement partie des ancêtres des Ghilzais, la dynastie des Khaldjî qui régnèrent sur le Sultanat de Dehli (1290-1320) et ainsi que la dynastie des Lodi, qui régnèrent sur le Sultanat de Delhi (1450–1526). En 1709, Mir Wais Khan, un Pachtoun Ghilzai, fonda la dynastie Hotaki (1709-1738), qui favorisa l'éclatement d'une révolte tribale contre les maîtres persans amenant la domination afghane de l'Iran de 1722 à 1734 par Mahmoud (Ghilzai) puis par Ashraf (Ghilzai) avant que Nâdir Châh ne reprenne le pouvoir en Iran.
Au début du XXe siècle, Sher Khan Nasher gagna une grande influence politique en tant que Khan Ghilzai qui devint gouverneur de Kunduz. Il fut suivi de son fils, Gholam Serwar Nasher qui dirigea la compagnie Spinzar, et de son neveu, le parlementaire Gholam Nabi Nasher. Pendant la période de l'invasion soviétique de l'Afghanistan, de nombreux moudjahidines étaient aussi des Pachtounes Ghilzai, comme Gulbuddin Hekmatyar. Les dirigeants et les rangs des Talibans étaient aussi fournis en Ghilzais, ce qui les plaça à l'opposé de la scène politique par rapport à leurs cousins Durrani, étaient représentés dans le gouvernement de Hamid Karzai.